# Michael Postan
Sir Michael Moissey Postan FBA (Bender, 24 de setembro de 1899 – Cambridge, 12 de dezembro de 1981) foi um historiador britânico. Também era conhecido como Munia Postan.

## Vida
Postan nasceu de uma família judia em Bender, na província de Bessarábia do Império Russo, e estudou na Universidade de São Vladimir em Kiev, deixando a Rússia em 1919 após a Revolução de Outubro e se estabelecendo no Reino Unido. Ocupou cargos na University College London e na London School of Economics, antes de ser nomeado Professor de História Econômica na Universidade de Cambridge, a partir de 1938. Era conhecido como um historiador econômico da Europa medieval. Eric Hobsbawm observa que ele foi um dos melhores professores em Cambridge, acrescentando: "Embora apaixonadamente anticomunista, Postan era o único homem em Cambridge que conhecia Marx, Weber, Sombart e o resto dos grandes da Europa Central e Oriental, e levou seu trabalho suficientemente a sério para expô-los e criticá-los."
Casou-se primeiro com a historiadora Eileen Power. Depois que ela morreu, casou-se com Cynthia Rosalie Keppel, filha do 9.º Conde de Albemarle, com quem teve dois filhos. Ele morreu em Cambridge.

## Obras publicadas
- Studies in English Trade in the 15th Century (1933), com Eileen Power
- The Historical Method in Social Science An Inaugural Lecture (1939)
- British War Production (1952, HMSO). (Parte da History of the Second World War, United Kingdom Civil Series)
- Carte Nativorum: A Peterborough Abbey Cartulary of the Fourteenth Century (1960), com C. N. L. Brooke
- Design and Development of Weapons : Studies in Government and Industrial Organisation (1964), com D. Hay and J. D. Scott. HMSO (Parte da History of the Second World War, United Kingdom Civil Series)
- Cambridge Economic History of Europe from the Decline of the Roman Empire

I: The Agrarian Life of the Middle Ages 2ª edição 1966, editor trecho e pesquisa de texto
II: Trade and Industry in the Middle Ages (1952), editado por Edward Miller e Cynthia Postan
III: Economic Organization and Policies in the Middle Ages (1963), editado por E. E. Rich e Edward Miller
IV: The Cambridge Economic History of Europe, Volume IV: The Economy of Expanding Europe in the Sixteenth and Seventeenth Centuries, editado por E. E. Rich e Edward Miller
V:  The Cambridge Economic History of Europe. Volume V: The Economic Organization of Early Modern Europe  (1977), editado por E. E. Rich e C. H. Wilson
VI: The Industrial Revolutions and After (1966), editado por H. J. Habbakuk
VII: The Industrial Economies: Capital, Labour and Enterprise (1978), editado por Peter Mathias, parte 2 estendendo-se aos Estados Unidos, Japão e Rússia
VIII: The Industrial Economies: The Development of Economic and Social Policies (1989), editado por Peter Mathias e Sidney Pollard
- An Economic History of Western Europe 1945 - 1964 (1967)
- Fact and Relevance: Essays on Historical Method (1971)
- The Medieval Economy and Society: Economic History of Britain, 1100-1500 (1972) Pelican Economic History of Britain #1
- Essays on Medieval Agriculture and General Problems of the Medieval Economy (1973)
- Medieval Trade and Finance (1973)